# Pervomaisk (huyện)
Huyện Pervomaisk (tiếng Ukraina: Первомайський район, chuyển tự: Pervomaisks’kyi raion) là một huyện của tỉnh Mykolaiv thuộc Ukraina. Huyện Pervomaisk có diện tích 1319 km², dân số theo điều tra dân số ngày 5 tháng 12 năm 2001 là 37050 người với mật độ 28 người/km2. Trung tâm huyện nằm ở Pervomaisk.